# Crise de Rovereta
La crise de Rovereta (aussi connue sous le nom d'Affaire de Rovereta ou Crise constitutionnelle de Saint-Marin de 1957) fut une crise constitutionnelle ayant eu lieu en République de Saint-Marin entre le 19 septembre et le 14 octobre 1957.

## Contexte

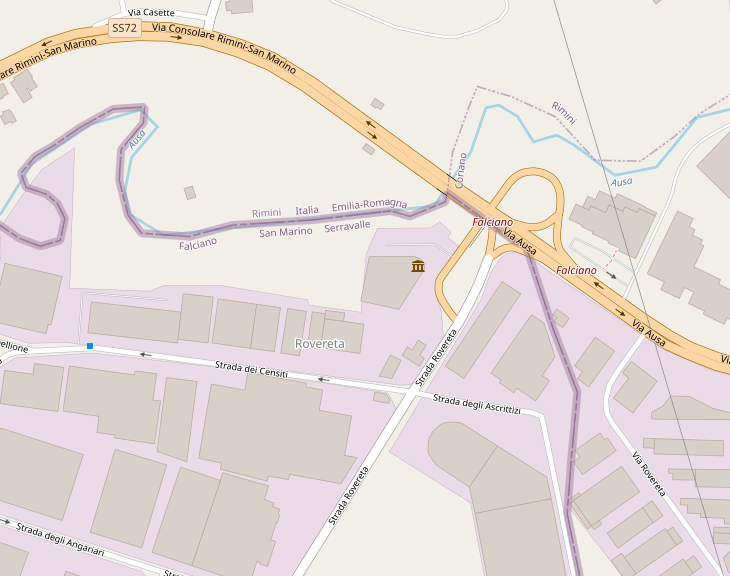
Carte de Rovereta, lieu d'assemblée du gouvernement contestataire de 1957.

À la suite de la chute du fascisme et à la suite des élections du 11 mars 1945, la République de Saint-Marin fut gouvernée par un gouvernement de coalition de gauche formée par le Parti communiste saint-marinais (PCS) et le Parti socialiste saint-marinais (PSS). Cette coalition sera reportée au pouvoir aux Élections législatives saint-marinaises de 1951 et aux élections de 1955, auxquelles le PCS et le PSS ont obtenu un total de 35 sièges sur les 60 du Grand Conseil et du Conseil Général. Cependant, dû à des tensions, en particulier à la suite de la révolution hongroise de 1956, cinq conseillers dissidents du PSS ont décidé de quitter leur alliance avec le PCS, conduisant à la division de la législature en deux groupes parlementaires égaux de 30 sièges à partir de février 1957.
Ces choix politiques s'inscrivaient dans le contexte international de la guerre froide, pour lequel le gouvernement chrétien-démocrate italien était inconfortable de la présence d'un gouvernement  communiste à Saint-Marin, lequel supervisait une expansion de ses politiques sociales et des relations diplomatiques avec l'Union soviétique. Les gouvernements de l'Italie et des États-Unis souhaitaient ainsi un gouvernement non-communiste pour la république.
Auparavant, l'Italie, à la demande du Premier ministre Mario Scelba, avait imposé un accord coercitif à l'encontre du gouvernement communiste saint-marinais, en imposant la fermeture d'un casino qui venait d'ouvrir dans la république.[réf. nécessaire]

## La situation parlementaire
La fragile coalition PCS-PSS à majorité au sein du Grand Conseil général n'a pas empêché initialement le fonctionnement de la législature. Cependant, à la mi-avril, cinq des dissidents socialistes ont donné naissance à un nouveau parti, le Parti Socialiste Indépendant Saint-Marinais, s'alliant formellement avec les Démocrates-Chrétiens et deux autres transfuges du Parti Socialiste Saint-Marinais.
Étant donné la paralysie causée par la législature divisée à parts égales, les capitaines régents Giordano Giacomini (socialiste) et Primo Marani (communiste) évitèrent de convoquer le Conseil pendant l'été; ils furent cependant obligés de convoquer la session pour l'élection des nouveaux capitaines-régents pour le mandat d'octobre 1957 - avril 1958, comme le prévoyait la constitution. Cette élection a été fixée à l'après-midi du 19 septembre.
Le 18 septembre, Attilio Giannini, élu en 1955 sur la liste du PCS, quitte la coalition gouvernementale. Cela modifie l'équilibre du pouvoir et créé une nouvelle coalition à majorité étroite composée des 31 conseillers d'opposition sur 60: les 23 conseillers chrétiens-démocrates, 5 socialistes indépendants, 2 sociaux-démocrates transfuges et l'indépendant Giannini.
Cependant, comme il était usage à l'époque pour maintenir une discipline de parti, la coalition sortante PCS-PSS conservait des lettres de démissions signées, mais non datées, de chacun des conseillers élus de ces partis. À la suite de la communication par l'opposition de la formation d'un nouveau gouvernement avec la nouvelle majorité, les secrétaires du PCS et PSS ont transmis aux Capitaine-régent ces lettres de démissions, 34 au total, signées et datés du 19 septembre, rendant ainsi la législature inopérable, faute de quorum, et demandant la tenue de nouvelles élections.
Ayant reçu ces lettres officielles de démission concernant une majorité des conseillers, les capitaines-régents dissolvent le Conseil et convoquent de nouvelles élections pour le 3 novembre. Du même coup, ils ordonnent à la Gendarmerie de fermer et de surveiller le Palazzo Pubblico, vers lequel les conseillers de la nouvelle majorité se préparaient à siéger.
La décision de la Régence a donné lieu à un vide constitutionnel, puisque cela a forcé la prolongation du mandat de ces mêmes capitaines-régents au-delà de la fin constitutionnelle de leur mandat le 1er octobre, une circonstance inédite sauf, à l'occasion d'événements d'une gravité extraordinaire, par décision du Conseil, lequel venait d'être délibérément dissout.
Les 31 conseillers de la nouvelle majorité, après avoir nommé un Comité exécutif (gouvernement) composé de Federico Bigi, Alvaro Casali, Pietro Giancecchi et Zaccaria Giovanni Savoretti, ont revendiqué, en vain, la gouvernance du pays. Aux yeux de l'opposition, l’échec de l’élection de nouveaux régents, la dissolution de la législature et la fermeture forcée du Palazzo Pubblico, équivalait à un coup d’État.
À la suite de ces événements, un climat de tension a persisté. Dans les jours qui ont suivi, tous les partis ont cherché du soutien auprès de leurs homologues italiens. À l'époque, un gouvernement dirigé par le parti Démocratie chrétienne (Italie), sympathique à la coalition d'opposition, était au pouvoir en Italie.

## Le gouvernement provisoire de Rovereta

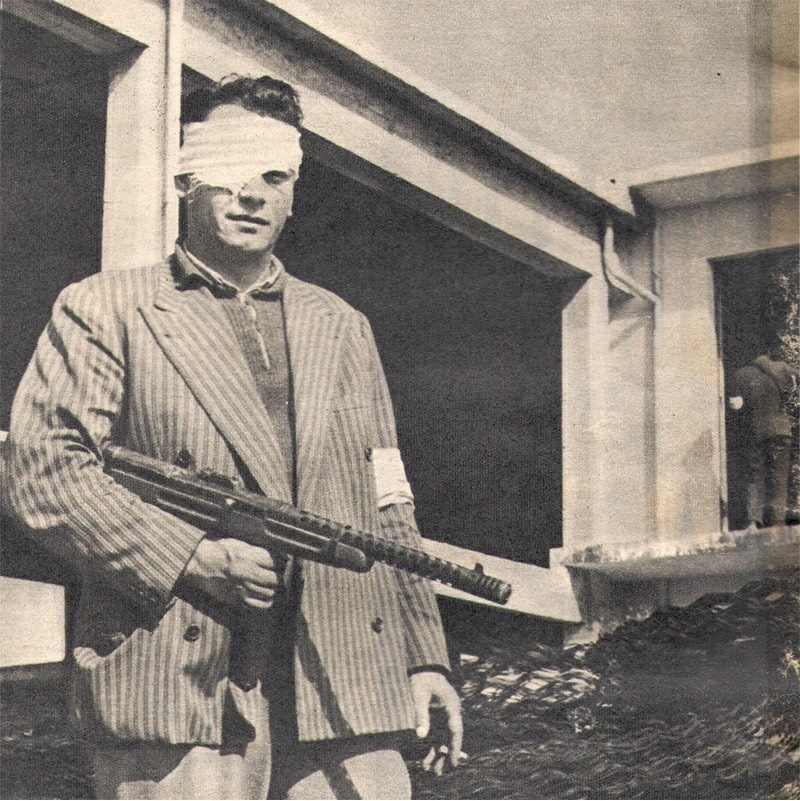
Milicien armé lors du conflit

Le soir du 30 septembre, la dernière journée avant la fin constitutionnelle du mandat des capitaines-régents sortants, les conseillers de la nouvelle majorité décidèrent de s'établir à l'intérieur d'un entrepôt industriel en construction à Rovereta, situé sur une bande de terre à l'extrême nord-est de Saint-Marin, entouré sur trois côtés sur quatre par l'Italie. À minuit, à l'arrivée du 1er octobre, avec l'expiration des mandats des régents en exercice, les membres de la nouvelle coalition proclamèrent un gouvernement provisoire. Le même jour, dans la matinée, le consul italien à Saint-Marin, Giovanni d'Alessandro, a rencontré ce gouvernement provisoire et leur offrir leur reconnaissance officielle par le gouvernement de l'Italie . Simultanément, des Carabiniers italiens encerclèrent l'entrepôt sur trois de ses quatre côtés, ceux situés sur le territoire italien, débutant un bras de fer géopolitique.
À l'annonce de ce gouvernement contestataire, la Régence établit une milice volontaire, craignant une intervention armée du gouvernement provisoire, soutenu militairement par l'Italie, vers le Palazzo Pubblico.
Magré ce contexte de grande tension, alimentée par l'afflux d'armes en provenance d'Italie pour soutenir les deux camps et l'échec des tentatives de médiation, le commandant de la gendarmerie Ettore Sozzi s'est montré capable de maintenir l'ordre public. Entre-temps, des rencontres ont eu lieu entre les deux parties avec la médiation d'Oliviero Cappelli, le directeur du Bureau des impôts, un Italien résidant à Saint-Marin depuis longtemps. Négociations qui se sont ensuite déplacées à Rimini.

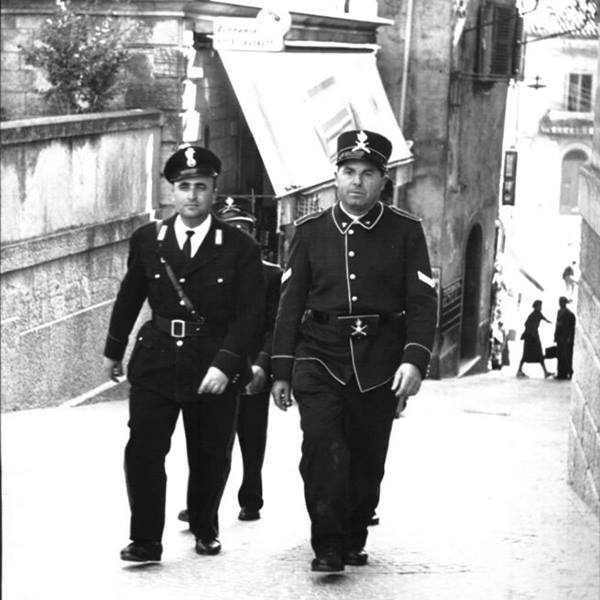
Un gendarme et un soldat remontant la route de Pianello dans la ville de Saint-Marin.

Entre le 8 et le 10 octobre, les deux gouvernements confient au Gendarme Sozzi les pleins pouvoirs pour maintenir l'ordre public et établir un nouveau corps de gendarmerie dans la ville.
Le 11 octobre, le gouvernement sortant et les capitaines-régents, citant un désir pour le bien du pays, reculent et mettent fin à la crise en acceptant reconnaître le gouvernement provisoire et en dissolvant leur milice volontaire. Le 14 octobre, le nouveau gouvernement, reconnu trois jours plus tôt, quitte Rovereta, en procession, avec un drapeau géant, vers le Mont Titano et prendre leurs sièges au Palazzo Pubblico.